# 碧江黄堇
碧江黄堇（学名：Corydalis bijiangensis）为罂粟科紫堇属下的一个种。

## 扩展阅读
- 維基物種上的相關：碧江黄堇